# Oidaematophorus beneficus
Oidaematophorus beneficus is een vlinder uit de familie van de vedermotten (Pterophoridae). De wetenschappelijke naam van de soort is voor het eerst geldig gepubliceerd in 1983 door Yano & Heppner.